# Натурно

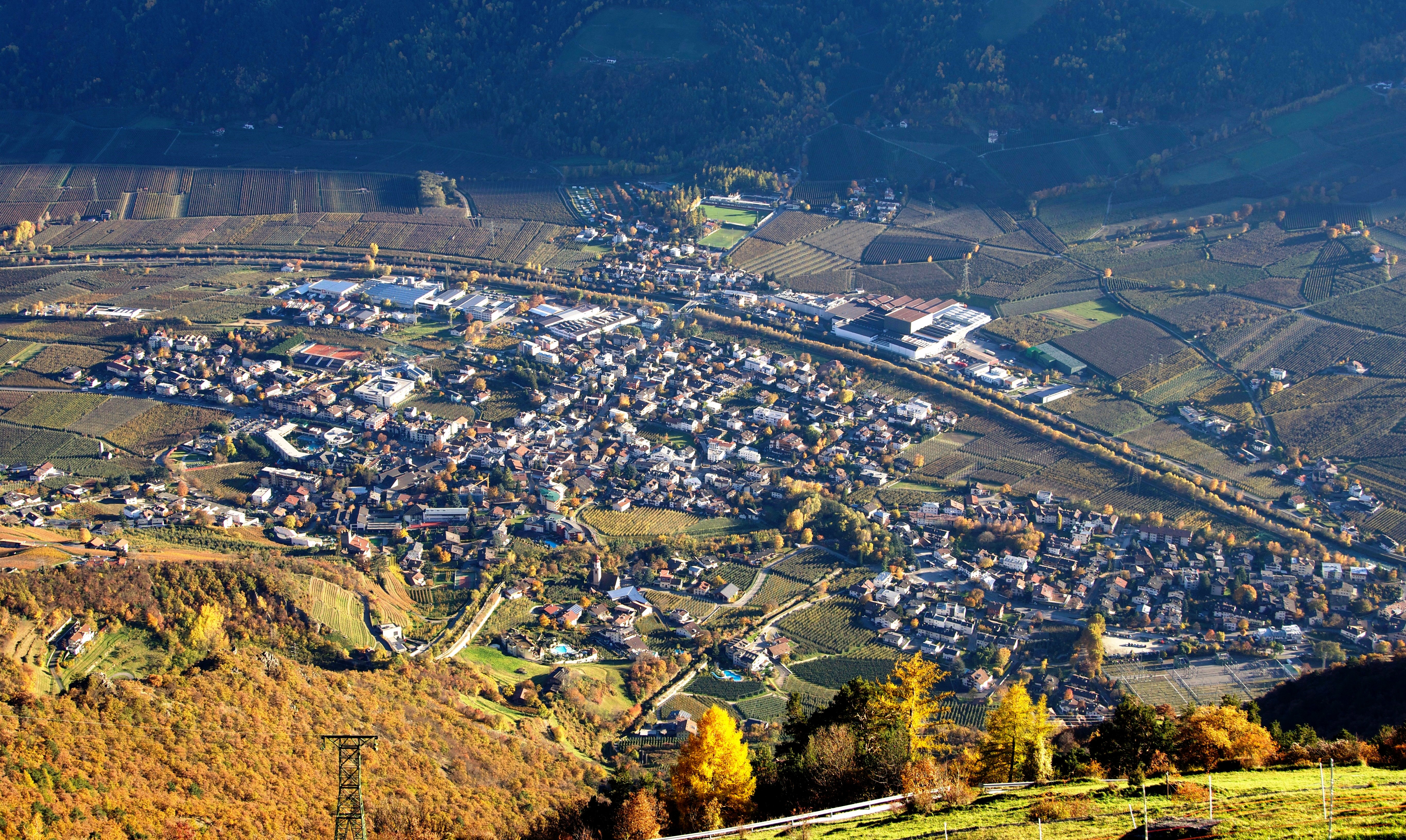
Naturns

Натурно (итал. Naturno) — коммуна в Италии, располагается в области Трентино-Альто-Адидже, в провинции Больцано.
Население составляет 5148 человек (2008 г.), плотность населения составляет 76 чел./км². Занимает площадь 67 км². Почтовый индекс — 39025. Телефонный код — 0473.
Покровителем коммуны почитается святитель Зенон Веронский, празднование 2 сентября.

## Демография
Динамика населения:

## Администрация коммуны
- Официальный сайт: http://www.comune.naturno.bz.it/